# Sbirri da sballo
Sbirri da sballo (The Thin Blue Line) è una sit-com britannica ambientata in una tipica stazione di polizia del Regno Unito, realizzata nel 1995 e 1996 e avente come protagonista Rowan Atkinson.

## Trama
La stazione di polizia di Gasforth, al comando dell'ispettore Raymond Fowler, è composta da personale del tutto inadeguato. Gli equivoci e le situazioni imbarazzanti ormai sono all'ordine del giorno: il difficile rapporto tra l'ispettore e la fidanzata nonché sergente Patricia Dawkins, che gli rimprovera le sue mancanze e i suoi presunti tradimenti, tra l'agente Goody, giovane imbranato e la tanto desiderata agente Habib, l'inopportunità dell'agente Gladstone e l'arroganza del detective ispettore Grim, rivale di Fowler, creeranno equivoci di proporzioni inimmaginabili, che spazieranno dalla relazione tra Habib e un giovane pompiere, alla crisi della relazione tra Raymond e Patricia, alla loro riconciliazione e alla crisi di coscienza dell'ispettore Grim.

## Personaggi

### Ispettore Fowler
Raymond Fowler è un quarantacinquenne ispettore di polizia, comandante della stazione di Gasforth, uomo all'antica e dai saldi principi e dal grande senso del dovere, ma del tutto insensibile con le donne, che lo credono, al di là della divisa, un noioso imbecille.
Grande appassionato di calcio e dei libri di Sherlock Holmes, Fowler è un uomo intelligente,
ma a tratti distratto, che presta servizio nella polizia da 25 anni.
L'ispettore convive con la collega Patricia Dawkins dai tempi della sua separazione, quando, in seguito ad aspre liti aveva lasciato la moglie Sarah e il figlio Billy, diciannovenne aspirante universitario e pupillo del padre (che era ormai pessimista circa il futuro del giovane).
Nonostante la totale mancanza di sintonia con Patricia, i due si amano molto, tanto da essere stati sul punto di sposarsi; l'incapacità e lo scarso romanticismo di Fowler ha però mandato tutto all'aria. I due si sono infine riconciliati.

Principale scena di tutti gli episodi, l'interno della stazione di polizia.

### Sergente Dawkins
Patricia Dawkins è il sergente della stazione e fidanzata di Fowler da 10 anni. Benché molto comprensiva con il fidanzato, non riesce a comprendere le sue mancanze e una serie di circostanze equivoche la portano sempre a dubitare della sua fedeltà (prima per una serie di circostanze equivoche sorte con l'agente Habib e poi con il sindaco, ex compagna di liceo dell'ispettore.) Nonostante tutto ciò il sergente tollera pazientemente tutto ciò che gli appare immorale.

### Agente Goody
Kevin Goody è un giovane inesperto e imbranato agente alle prime armi. Completamente idiota, è disprezzato da Fowler, che gli rimprovera la sua incompetenza. Goody viene spesso schernito dagli uomini dell'ispettore Grim, che tuttavia non mancano di aiutarlo e in alcuni casi servirsene, come quando lo indirizzano verso una bustina di droga, inserita appositamente in casa di un sospetto spacciatore. Il giovane agente spasima per la collega Habib, che tuttavia non lo prende molto sul serio.

### Agente Habib
Maggie Habib, giovane e bella agente di polizia di origini indiane, viene corteggiata dai colleghi ma soprattutto dall'imbranato Goody, verso cui lei prova solo una profonda amicizia e che tende a proteggere, anche se lo ritiene un idiota. Nel corso della serie si invaghisce di un vigile del fuoco, che si rivelerà omosessuale e a sua volta invaghito di Goody, che impazzirà prima di rabbia e poi di paura per questo. Habib verrà poi a perdere la sua proverbiale calma quando verrà a trovarla sua sorella, una giovane e bella donna dal carattere impossibile.

### Agente Gladstone
Frank Gladstone è un quarantenne agente di colore, che vive e lavora a Gasforth ma è originario di Trinidad. Uomo robusto, abile e dai saldi principi, apparentemente saggio, è in realtà spesso inopportuno e superficiale, anche se da buoni consigli ai colleghi e ai superiori; è di fondamentale importanza per Fowler nelle operazioni difficili che richiedono una grande forza.

### Ispettore detective Grim
Derek Grim è il cinquantenne ispettore detective della stazione, continuamente in conflitto con Fowler, che schernisce sempre, ritenendo che i suoi uomini siano degli imbecilli. Grim è spaccone, arrogante, e pur dedito a darsi sempre delle arie da poliziotto furbo è del tutto incompetente. Contrariamente a Fowler tuttavia Grim è un poliziotto poco dedito al rispetto della legge e sembra in tutto e per tutto essere l'esatto contrario del rivale (forse anche solo per puro spirito di contraddizione).
Grim è sposato con Tina Ronald ed ha un figlio di 20 anni: Bart, che nel corso della serie viene arrestato per furto d'auto, nello sconcerto del padre.
Sempre circondato da uomini a sua immagine e somiglianza come gli attendenti Kray e Boyle, si crede il più abile poliziotto che si sia mai visto ma fallisce immancabilmente, spesso a favore del rivale, che comunque si dimostra infine assai comprensivo con lui.

### Agente detective Kray
Robert Kray è il giovane detective attendente di Grim. Giovane spaccone, stupido e irriverente, è il più disprezzato da Fowler e dai suoi uomini per la sua mania di prendere in giro chiunque gli capiti a tiro, senza risparmiare a momenti nemmeno Grim, che gli perdona irriverenze e idiozie ben oltre la sua soglia di sopportazione, perché lo considera uno dei suoi pochi veri amici.
L'agente passa le sue giornate più che a lavorare ad ordinare leccornie telefonicamente al ristorante/bar/pizzeria più vicino.
Kray afferma tuttavia (sebbene non sembra del tutto vero) di avere un'ottima abilità con le donne.
Viene trasferito a Londra alla fine della prima stagione.

### Agente Boyle
Gary Boyle è un giovane e corpulento agente della squadra anti-droga, vecchio amico e nuovo collaboratore di Grim, dopo il trasferimento di Kray a Londra. In quanto a personalità Boyle si avvicina a Kray, ma a differenza di questo è molto più furbo, esperto e determinato.
Boyle infatti è pronto a tutto per giungere al proprio scopo. In occasione della perquisizione dell'appartamento di Harry lo smilzo, infila una bustina di droga nella casa del sospetto criminale. Questo manderà in una vera crisi di coscienza l'ispettore Grim, che, dopo un processo contro Harry lo smilzo, smontato da Cristobel Wicks, nuovo avvocato dell'imputato, verrà infine perdonato da Fowler, dopo che quest'ultimo avrà volutamente perso la causa.

## Produzione
La serie, prodotta dalla BBC, conta due stagioni di sette episodi ciascuna.
L'autore della serie è Ben Elton; tra i protagonisti vi sono gli attori Rowan Atkinson e Mark Addy.

## Episodi
| Stagione         | Episodi | Prima TV originale | Prima TV Italia |
| ---------------- | ------- | ------------------ | --------------- |
| Prima stagione   | 7       | 13 novembre 1995   | ?               |
| Seconda stagione | 7       | 14 novembre 1996   | ?               |